# Louroux-Hodement

Louroux-Hodement este o comună în departamentul Allier din centrul Franței. În 1 ianuarie 2018 avea o populație de 353 de locuitori.